# モモ・ムバイェ
ママドゥ・"モモ"・ムバイェ（Mamadou "Momo" Mbaye、1998年6月28日 - ）は、セネガル・サン＝ルイ出身のサッカー選手。カディスCF所属。ポジションはDF。

## クラブ経歴
2021年1月17日、コパ・デル・レイのポンテベドラCF戦にてカディスCFでのプロデビューを果たした 。
2022年8月9日、2022-23シーズンからカディスのトップチームに昇格することが決定した。